# Shadowhunters
Shadowhunters (intitulé à l'écran Shadowhunters: The Mortal Instruments) est une série télévisée américaine en 55 épisodes d'environ 42 minutes développée par Ed Decter et diffusée entre le 12 janvier 2016 et le 6 mai 2019 sur Freeform. La série a pour thème principal des jeunes Shadowhunters, chasseurs d'ombre en français, qui protègent les terrestres des créatures obscures.
La série est une adaptation libre de la série littéraire La Cité des ténèbres, issue de la franchise Les Chroniques des Chasseurs d'Ombres de Cassandra Clare. Il s'agit de la seconde adaptation de la série littéraire après le film The Mortal Instruments : La Cité des ténèbres, sorti en 2013. Elle sert donc de reboot, avec une nouvelle direction.
Au Canada et dans tous les pays francophones, la série a été diffusée entre le 13 janvier 2016 et le 7 mai 2019 en version originale et en version française sur Netflix.

## Synopsis
Clarissa « Clary » Fairchild est une jeune fille de 18 ans qui vit à Brooklyn (New York) avec sa mère et étudie l'art. Lors de la soirée de son 18e anniversaire dans un club new-yorkais, le Pandemonium, elle assiste au meurtre d'une femme par trois jeunes étrangers qu'elle seule peut voir et tue accidentellement un homme. De retour chez elle, sa mère, Jocelyn, lui révèle leur véritable nature : elles descendent d'une longue lignée de Shadowhunters, des chasseurs de démons mi-anges mi-hommes. Mais avant qu'elle puisse lui en dire plus, des hommes viennent les attaquer, ce qui pousse Jocelyn à téléporter Clary à travers un portail magique dans un commissariat.
Clary fait alors la rencontre de Jace, l'un des jeunes du club mais surtout un Shadowhunter également. Aux côtés de Jace, d'Isabelle et Alexander, d'autres Shadowhunters, elle découvre l’Institut ainsi qu'un monde surprenant et peuplé de créatures obscures telles que les vampires, les loups-garous et autres démons. Clary va tenter de comprendre ce monde particulier auquel elle appartient depuis toujours sans le savoir et de sauver sa mère des mains de Valentin, chef du Cercle, clan ennemi des Shadowhunters.

## Distribution

### Acteurs principaux
- Katherine McNamara (VF : Leslie Lipkins) : Clarissa « Clary » Fray / Fairchild / Morgenstern
- Alberto Rosende (VF : Hugo Brunswick) : Simon Lewis
- Dominic Sherwood (VF : Gauthier Battoue) : Jace Wayland / Herondale
- Matthew Daddario (VF : Clément Moreau) : Alexander « Alec » Lightwood
- Emeraude Toubia (VF : Zina Khakhoulia) : Isabelle « Izzy » Lightwood
- Harry Shum Jr (VF : Adrien Larmande) : Magnus Bane
- Isaiah Mustafa (VF : Jérémie Covillault) : Lucian « Luke » Garroway / Graymark
- Alisha Wainwright (VF : Marie Giraudon) : Maia Roberts (récurrente saison 2 et principale saison 3)

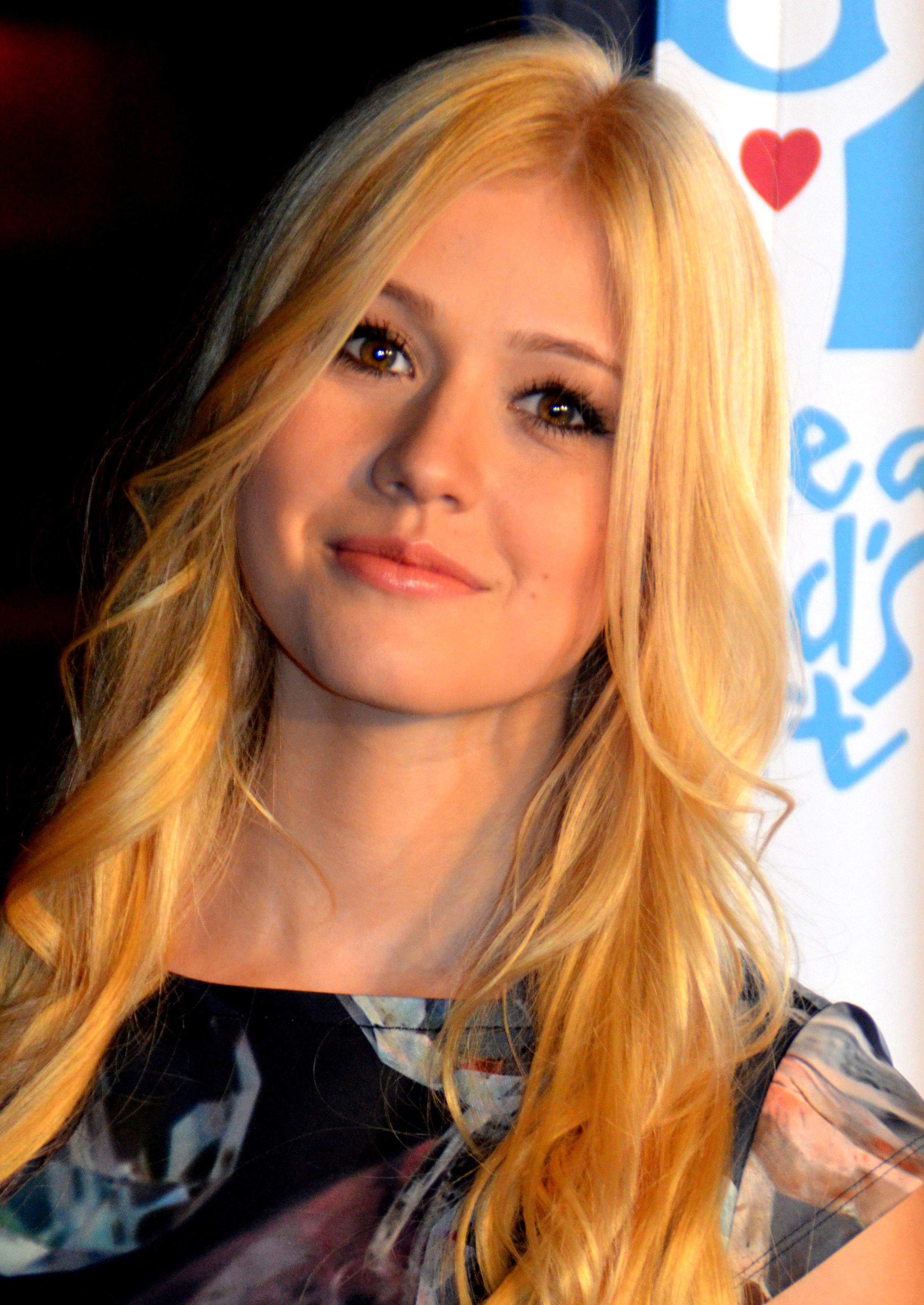
Katherine McNamara
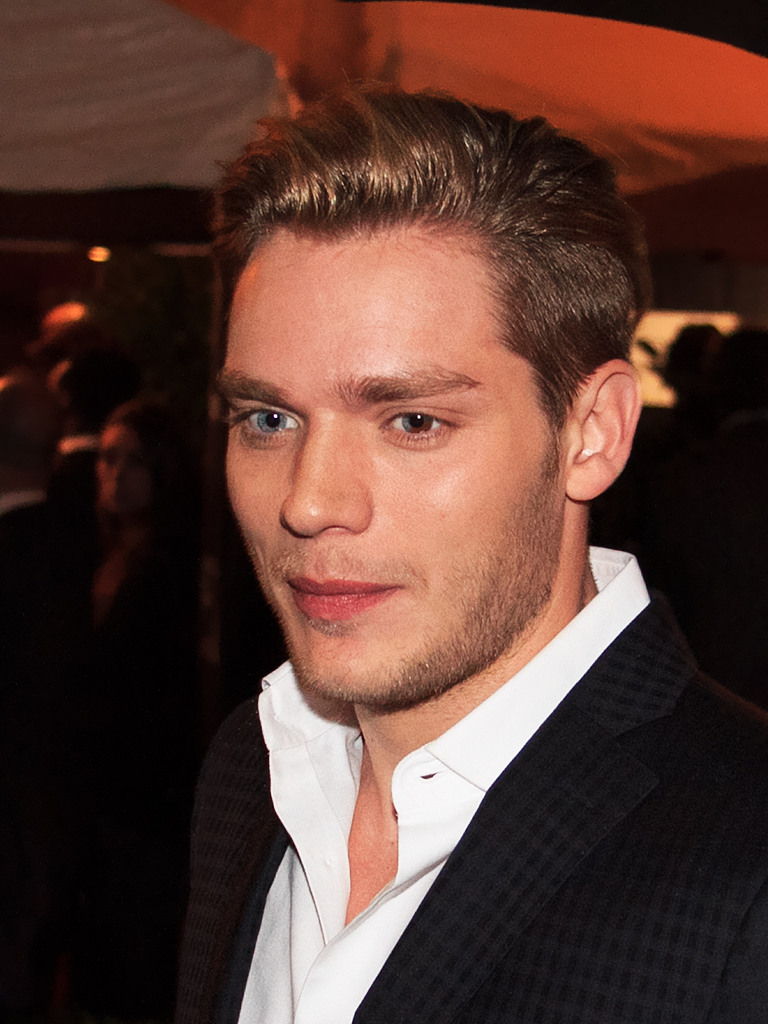
Dominic Sherwood
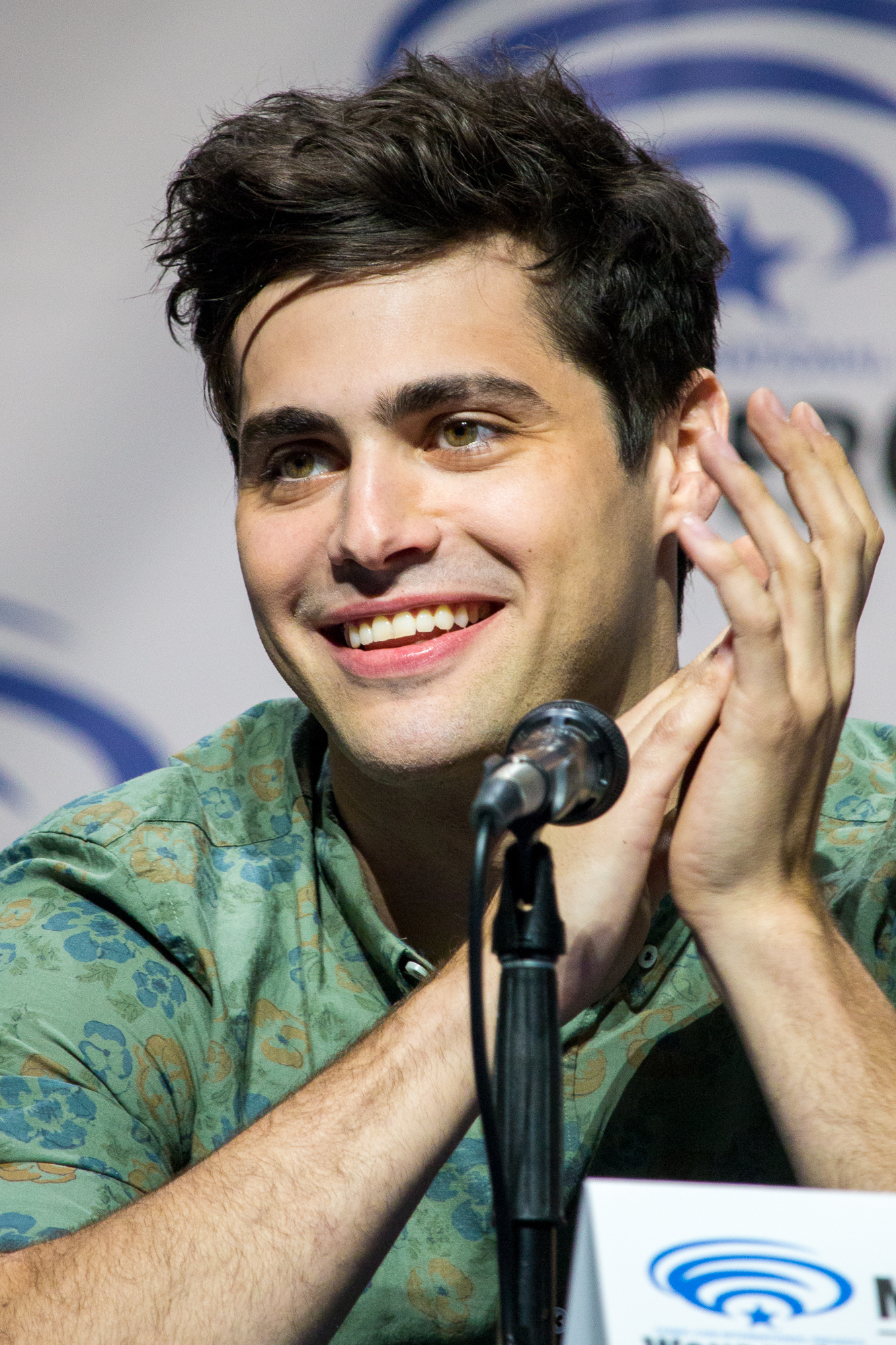
Matthew Daddario
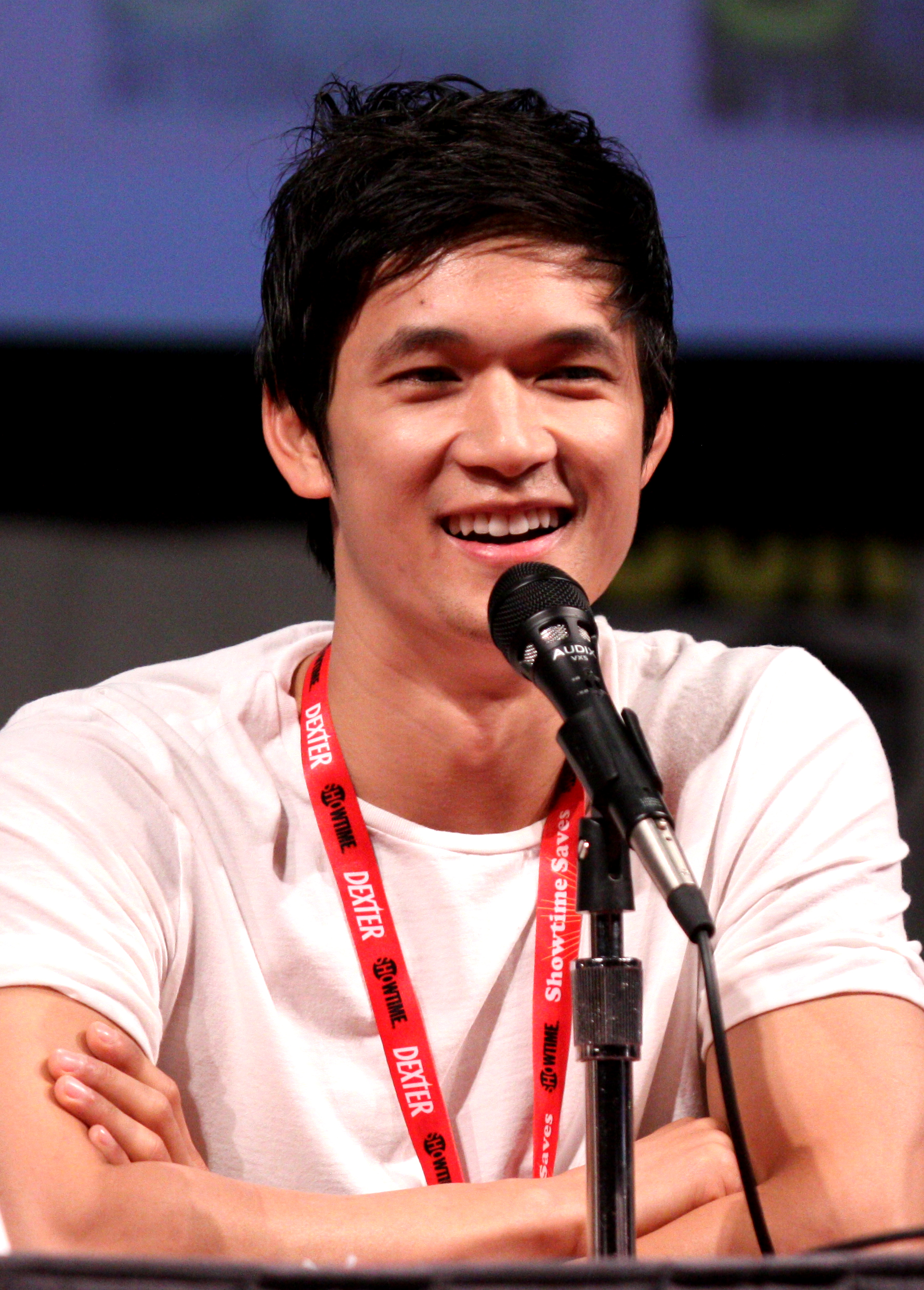
Harry Shum Jr
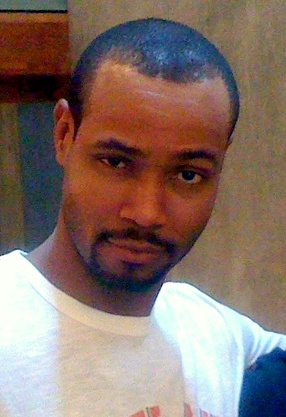
Isaiah Mustafa

### Acteurs récurrents
- Jade Hassouné (VF : Eilias Changuel) : Meliorn
- David Castro (VF : Romain Altché) : Raphael Santiago
- Nicola Correia-Damude (VF : Sophie Riffont) : Maryse Lightwood
- Jack Fulton (VF : Clara Soares) : Max Lightwood
- Christina Cox (VF : Ivana Coppola) : Elaine Lewis
- Holly Deveaux (VF : Anouck Hautbois) : Rebecca Lewis
- Ariana Williams : Madzie
- Alexandra Ordolis (VF : Josy Bernard) : Olivia « Ollie » Wilson (depuis la saison 2)
- Lola Flanery (VF : Fanny Bloc) : la Reine des Fées (jeune) (depuis la saison 2)
- Sarah Hyland (VF : Fanny Bloc) : la Reine des Fées (adolescente) (saison 2)
- Anna Hopkins (VF : Flora Brunier) : Lilith, la mère de Jonathan et de tous les démons (saison 3)
- Javier Muñoz (VF : Yann Guillemot) : Lorenzo Rey (saison 3)
- Chai Romruen (VF : Jonathan Benhamou) : Jordan Kyle (saison 3)
- Tessa Mossey (VF : Sandra Parra) : Heidi Mckenzie (invitée saison 2, récurrente saison 3)
- Luke Baines (en) (VF : François Santucci) : Jonathan Morgenstern (saison 3)
- Jacky Lai (VF : Marie Nonnenmacher) : Aline Penhallow (saison 3)
- Rebecca Sue Murray (VF : Christine Braconnier) : la Reine des Fées (adulte) (saison 3)
- Sydney Meyer (VF : Peggy Martineau) : Helen Blackthorne (saison 3)

### Anciens acteurs récurrents
- Shailene Garnett (VF : Valérie Decobert) : Maureen Brown (saison 1)
- Jordan Hudyma (VF : François Santucci) : Samuel Blackwell (saison 1)
- Jon Cor (VF : Julien Allouf) : Hodge Starkweather (saison 1, invité saison 2)
- Kaitlyn Leeb (VF : Jessica Monceau) : Camille Belcourt (saison 1, invitée saison 2)
- Stephanie Bennett (VF : Sandra Valentin) : Lydia Branwell (saison 1, invitée saison 2)
- Paulino Nunes (VF : Loïc Houdré) : Robert Lightwood (saison 1, invité saisons 2 et 3)
- Alan Van Sprang (VF : Tony Joudrier) : Valentin Morgenstern (saisons 1 et 2, invité saison 3)
- Maxim Roy (VF : Pauline Brunel) : Jocelyn Fray / Fairchild (invitée saisons 1, 2 et 3)
- Stephen R. Hart (en) (VF : Gilles Morvan) : Frère Jeremiah (saisons 1 et 2)
- Joel Labelle (VF : Thibaut Lacour) : Alaric Rodriguez (saisons 1 et 2)
- Vanessa Matsui (VF : Margot Faure) : Dorothea « Dot » Rollins (saisons 1 et 2)
- Nick Sagar (VF : Franck Sportis) : Victor Aldertree (saison 2 et 3)
- Will Tudor (VF : François Santucci) : Sebastian Verlac / Jonathan Morgenstern (saison 2, invité saison 3)
- Raymond Ablack (VF : Gwendal Anglade) : Raj (saison 1, invité saison 2 et 3)
- Mimi Kuzyk (VF : Sylvie Genty) : L'inquisitrice Imogen Herondale (invitée saison 1, récurrente saisons 2 et 3)

Version française
- Société de doublage : Deluxe Media Paris[2]
- Direction artistique : Laurent Dattas
- Adaptation : Gäelle Kannengiesser, Matthias Delobel et Ivan Olariaga (saison 1) ; François Bercovici (saison 2)

Source doublage : DSD Doublage et le carton de doublage en fin d'épisode.

## Développement

### Production
Peu après le début de la publication des premiers volumes de la série littéraire La Cité des ténèbres, Cassandra Clare et son éditeur proposent plusieurs projets d'adaptations à divers studios. Malheureusement, la plupart des studios refusent de produire un film mettant en scène un personnage principal féminin et proposent de le changer par un premier rôle masculin, ce que la romancière refuse.
En 2010, le studio allemand Constantin Film obtient les droits d'adaptation de la franchise Les Chroniques des Chasseurs d'Ombres, incluant La Cité des ténèbres. Le 21 août 2013, le film The Mortal Instruments : La Cité des ténèbres, adaptation du premier roman de la série littéraire, sort au cinéma aux États-Unis. Le film est un échec au box-office un peu partout dans le monde. L'adaptation du second roman est donc suspendue puis repoussée par les studios.
En octobre 2014, Constantin Film annonce que l'adaptation au cinéma des romans est annulée et qu'un reboot sous forme de série télévisée est en développement, et que le scénariste Ed Decter en sera le show runner.
Le 30 mars 2015, la chaîne ABC Family confirme qu'elle diffusera la série, et qu'elle a commandé une première saison de treize épisodes sans passer par un pilote.
En avril 2015, le site deadline.com révèle que le premier épisode sera réalisé par McG, qui produira la série. La production de la série débute à Toronto.
Le 6 octobre 2015, le site Entertainment Weekly annonce que Disney va changer le nom d'ABC Family, qui deviendra Freeform, une chaîne à destination des adolescents et jeunes adultes, dès janvier 2016. Ce changement n'aura aucune conséquence sur la production et la diffusion de la série. Quelques jours plus tard, la chaîne révèle lors de la New York Comic Con que le lancement de la série aura lieu le 12 janvier 2016, et diffuse les premiers extraits du premier épisode. Au cours de la convention, Ed Decter annonce que la série n'adaptera pas un roman par saison, mais l'ensemble des romans, pour créer une histoire plus ou moins similaire à l'histoire originale tout en étant différente. La série intégrera également des éléments des autres séries de la franchise littéraire Les Chroniques des Chasseurs d'Ombres, dont est issue La Cité des ténèbres.
Le 18 décembre 2015, le service de vidéo à la demande Netflix obtient les droits de diffusion de la série dans le monde, où elle sera distribuée en tant que création originale et diffusée chaque semaine, le lendemain de sa diffusion américaine.
Le 14 mars 2016, Freeform annonce le renouvellement de la série pour une deuxième saison de vingt épisodes.
En août 2016, Ed Decter quitte le poste de show runner et est remplacé par Todd Slavkin et Darren Swimmer. Les deux nouveaux show runners annoncent un changement de direction pour la série qui sera plus mature. Les armes fluorescentes et les combats "accélérés" de la première saison seront supprimés pour un rendu plus proche des livres. Les effets spéciaux de la série seront aussi complètement retravaillés, notamment les portails, le maquillage des vampires et les transformations en loups garou.
Le 21 avril 2017, Freeform a annoncé que la série a été renouvelée pour une troisième saison de dix épisodes, prévue pour début 2018.
Le 7 octobre 2017, Freeform a annoncé que la troisième saison aura dix épisodes supplémentaires qui seront diffusés à l'été 2018. La saison 3 sera donc composé de vingt épisodes.
Le 16 mai 2018, Freeform annonce que le dix-huitième épisode de la Saison 3 sera un épisode spécial avec le thème la fête d'Halloween mais qui suivra l'intrigue en cours.
Le 5 juin 2018, Freeform a annoncé l'annulation de la série, que la troisième saison sera la dernière, mais a commandé deux épisodes supplémentaires avec un total de douze épisodes. La saison 3 sera donc composé de 22 épisodes avec un final spécial de deux heures qui adaptera le sixième et dernier tome de la saga littéraire La Cité des ténèbres pour conclure la série. La diffusion des douze derniers épisodes aura lieu le 25 février 2019.
Le 11 juillet 2018, le site deadline.com révèle que des discussions ont lieu entre Constantin Film, Freeform et Netflix pour continuer la saga de Cassandra Clare à la télévision, soit en continuant l'adaptation en série télévisée de la série littéraire La Cité des ténèbres intitulé Shadowhunters ou sur un éventuel spin-off basé sur la trilogie des Origines The Mortal Instruments - Les Origines qui pourrait inclure des crossovers avec des personnages de Shadowhunters.
Le 10 août 2018 la production Constantin Film annonce officiellement par le biais d'un communiqué que malgré l'énorme soutien des fans du monde entier, la série est définitivement annulée et qu'elle ne reviendra pas sous sa forme actuelle.
Le 28 mars 2019, Freeform a annoncé que le final de la série sera allongé et sera d'une durée de deux heures trente avec les publicités, donc d'une heure quarante-cinq minutes et sera diffusée le lundi 6 mai 2019.
Le 6 mai 2019, les producteurs de la série Todd Slavkin et Darren Swimmer ont révélé lors d'une interview, que la série ne pourrait pas revenir comme elle l'était, mais probablement dans un futur film, de deux, quatre heures ou en six épisodes.

### Casting

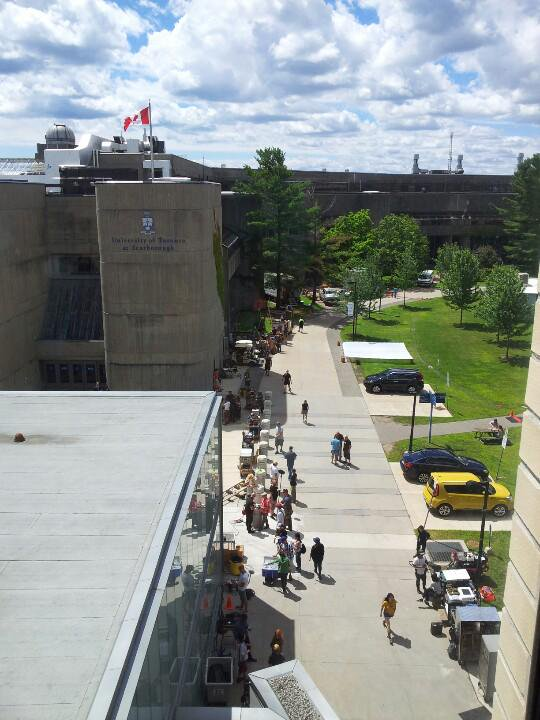
Tournage de la série à l'Université de Toronto à Scarborough en août 2015.

Le 20 avril 2015, l'acteur britannique Dominic Sherwood rejoint la distribution de la série pour incarner le personnage principal masculin, Jace Wayland.
En mai 2015, plusieurs acteurs sont annoncés. Tout d'abord, Alberto Rosende rejoint la distribution pour le rôle de Simon Lewis tout comme Emeraude Toubia pour le rôle de Isabelle Lightwood.
Le 15 mai 2015, Katherine McNamara rejoint la distribution pour incarner le personnage principal féminin de la série, Clary Fray. Elle fut suivie quelques jours après par les acteurs Matthew Daddario, Isaiah Mustafa, Alan Van Sprang et Harry Shum Jr pour incarner respectivement Alec Lightwood, Luke Garroway, Valentin Morgensten et Magnus Bane.
Toujours en mai 2015, l'actrice québécoise Maxim Roy rejoint à son tour la distribution pour le rôle de Jocelyn Fray suivi par la jeune Sofia Wells, qui interprétera le personnage de Clary enfant, par Jon Cor, qui interprétera Hodge Starkweather, et enfin par Vanessa Matsui qui interprétera Dorothea « Dot » Rollins.
En juin 2015, David Castro (en) rejoint la distribution pour le rôle de Raphael Santiago, un personnage récurrent, et Kaitlyn Leeb est annoncée comme invitée pour le rôle de Camille Belcourt. Ils sont suivis par Jade Hassouné qui rejoint la distribution récurrente pour interpréter Meliorn.
Au cours de l'été 2015, Nicola Correia-Damude, Paulino Nunes et Jack Fulton rejoignent la distribution pour jouer les autres membres de la famille Lightwood. Ils sont suivis par Stephanie Bennett qui rejoint la distribution pour un rôle inventé spécialement pour la série, Lydia Branwell.
En septembre 2015, le site officiel de la série annonce que Mimi Kuzyk a rejoint la distribution pour jouer Imogen Herondale.
En septembre 2016, Alisha Wainwright rejoint la distribution de la deuxième saison pour interpréter le loup-garou Maia Roberts.
Début janvier 2017, il est annoncé que le personnage de Jonathan Morgenstern serait intégré dans la série dès la deuxième partie de la saison. Quelques jours plus tard, l'acteur Will Tudor rejoint la distribution pour interpréter le personnage.
En juin 2017, la chaîne annonce que Sarah Hyland apparaîtra dans un épisode de la deuxième partie de la saison dans le rôle de la Reine des fées.
En juillet 2017, Alisha Wainwright est promu au statut d'actrice principale dès la troisième saison.
En octobre 2017, lors du Comic-Con de New York, l'équipe de production annonce qu'Anna Hopkins (vue dans Arrow et Defiance) a obtenu le rôle de Lilith, la mère de Jonathan et de tous les démons et Javier Muñoz qui interprétera Lorenzo Rey, un adversaire de Magnus et rejoignent tous les deux la distribution lors de la troisième saison.
En janvier 2018, Chai Romruen dit Chai Hansen (vue dans Les Sirènes de Mako et Les 100) a obtenu le rôle de Kyle Jordan et apparaîtra en tant que récurrent lors de la troisième saison.
En mars 2018, Gina Philips apparaîtra en tant qu'invité dans le premier épisode de la troisième saison et Steve Byers apparaîtra en tant que récurrent tout au long de la saison.
En mai 2018, Tessa Mossey apparaîtra en tant que récurrente tout au long de la troisième saison, où elle y interprète le rôle de Heidi, une vampire délicieusement méchante et imprévisible, avec une mystérieuse connexion avec Simon.
En juillet 2018, Luke Baines rejoint la distribution pour les douze derniers épisodes de la 3B pour y interpréter le vrai visage, sous sa véritable forme du démoniaque Jonathan Morgenstein, le frère de Clary, et Anna Hopkins a annoncé sur son compte twitter qu'elle sera de retour et présente pour les deux derniers épisodes et finale de la série.
En août 2018, Kimberly-Sue Murray et Sydney Meyer rejoignent toutes les deux la distribution pour les derniers épisodes de la série en y interprétant la nouvelle Reine des Fées version âgée et pour la dernière Helen Blackthorn, qui est mi-ange mi-fée.
En décembre 2018, Jacky Lai remplace Eileen Li pour reprendre l'interprétation de Aline Penhallow.

### Tournage
Le tournage de la série a commencé le 25 mai 2015 à Toronto au Canada.

## Épisodes

### Première saison (2016)
Composée de treize épisodes, elle a été diffusée entre le 12 janvier et le 5 avril 2016 sur Freeform.
Cette première saison introduit l'univers des Shadowhunters, dans lequel Clary Fray, une jeune adulte de 18 ans, ignorait faire partie depuis sa naissance. Mais à la suite d'un événement étrange en boite de nuit, elle va découvrir la vérité par sa mère avant que cette dernière ne disparaisse. Clary va dont faire la rencontre de Jace, Alec et Isabelle, des Shadowhunters. Ils vont lui faire découvrir l’Institut, l'un des nombreux repaires de ces chasseurs de démons. Clary va donc entrer dans une guerre qui oppose les Shadowhunters et les démons depuis la nuit des temps. Clary va donc essayer de sauver sa mère tout en découvrant ses origines et ce monde particulier et dangereux.
1. La Coupe Mortelle (The Mortal Cup)
2. La descente aux enfers n'est pas facile (The Descent Into Hell Isn't Easy)
3. La Fête du mort (Dead Man's Party)
4. Une fête d'enfer (Raising Hell)
5. La Traque (Moo Shu to Go)
6. Des anges et des hommes (Of Men and Angels)
7. Arcanes majeurs (Major Arcana)
8. Contamination (Bad Blood)
9. Insurrection (Rise Up)
10. L'Autre dimension (This World Inverted)
11. L'Appel du sang (Blood Calls to Blood)
12. Malec (Malec)
13. L'Étoile du matin (Morningstar)

### Deuxième saison (2017)
Composée de vingt épisodes, la première partie a été diffusée entre le 2 janvier et le 6 mars 2017 sur Freeform et la deuxième partie entre le 5 juin et le 14 août 2017.
Dans cette deuxième saison, dans la première partie de saison l'Institut est en état d'alerte, Valentin est en possession de la coupe mortelle et Jace l'a rejoint. Clary, Isabelle et Alec vont devoir vite passer à l'action s'ils veulent sauver Jace ainsi que la ville. Mais l'arrivée de nouveaux représentants de l'Enclave va vite ralentir leurs plans.
Après avoir attrapé Valentin et l'avoir emprisonné, le Monde Obscurs tente de se remettre de cette terrible épreuve après avoir connu d'innombrables pertes. Alors que Jace et Clary tentent de faire parler Valentin en le torturant, une alliance est créée pour tenter de reconstruire les relations avec les différentes créatures du Monde Obscurs, alors que pendant ce temps-là, un mystérieux shadowhunter du nom du Sebastian Verlac les rejoint dans la bataille et que la reine des fées s'intéresse énormément à Simon Lewis devenu un vampire diurne. 
Pour lui montrer qu'elle s'intéresse vraiment à lui, elle va lui marquer une marque sur le front qui le protège de toute sorte de violence qu'aura une personne sur lui.
1. Sang maléfique (The Guilty Blood)
2. Une porte vers les ténèbres (A Door Into the Dark)
3. Parabatai (Parabatai Lost)
4. Jour de colère (Day of Wrath)
5. Ombres et poussière (Dust and Shadows)
6. Les Sœurs de Fer (Iron Sisters)
7. Comment es-tu tombé ? (How Are Thous Fallen)
8. L'amour est un démon (Love is the Devil)
9. Liens de sang (Bound by Blood)
10. À la lumière de l'aube (By the Light of Dawn)
11. Mea maxima culpa (Mea maxima culpa)
12. Ceci n'est pas mon corps (You Are Not Your Own)
13. Le Sang de démon (Those of Demon Blood)
14. Les Fées (The Fair Folk)
15. Un problème de mémoire (A Problem of Memory)
16. Le Jour du grand pardon (Day of Atonement)
17. Un sombre reflet (A Dark Reflection)
18. Éveillez-vous, levez-vous ou soyez à jamais tombés ! (Awake, Arise, or be Forever Fallen)
19. Honneur et adieu (Hail and Farewell)
20. Près des eaux paisibles (Beside Still Water)

### Troisième saison (2018-2019)
Composée de vingt deux épisodes, la première partie a été diffusée entre le 20 mars et le 29 mai 2018 sur Freeform. Cette saison sera la dernière, Freeform a annoncé en juin 2018 que la deuxième partie sera suivie d'un épisode final divisée en deux parties (de 1 heure 45 minutes) qui clôturera la série. Freeform a commandé un épisode spécial comme thème la fête d'Halloween.
Après la mort de Valentin, les créatures du monde obscur et les Shadowhunters essayent de revenir à une "vie" normale. Clary lutte à garder son secret, par rapport à l'ange Raziel pendant qu’Alec pousse Jace à confesser le secret que Clary et lui cachent. Luc doit utiliser un "amour dur" pour cacher son secret à Ollie qui est sur le point de trouver des réponses à ses interrogations. Magnus cache ses vrais sentiments, à propos de sa nouvelle position dans la communauté des sorciers, à Alec. Pendant ce temps, Lilith met en place un plan à New York alors que Simon passe du temps à la cour des lumières avec la Reine des Fées. Depuis que Jace est revenu à la vie, celui-ci est vulnérable. Lilith va donc se servir de lui pour parvenir à ses fins : ressusciter son fils, Jonathan Morgenstern.
Tout le monde est confronté à la perte de Clary et tente d'avancer du mieux qu'il peut. A leur insu, les Shadowhunters font face à un nouveau niveau de mal qu’ils ne peuvent même pas imaginer avec l'arrivée de Jonathan Morgenstern, la véritable forme du frère de Clary. Pendant ce temps-là, pensant avoir tué sa meilleure amie et après avoir du dire adieu à sa mère pour toujours, Simon, aidée d'Isabelle se lance dans la bataille et dans l'ultime quête : se débarrasser et détruire une fois pour toutes la Marque de Cain.
1. En terre infernale (On Infernal Ground)
2. Les Autorités suprêmes (The Powers That Be)
3. Apparences (What Lies Beneath)
4. Ton âme éclairée (Thy Soul Instructed)
5. Plus fort que le paradis (Stronger Than Heaven)
6. Fenêtre sur une pièce vide (A Window Into an Empty Room)
7. Remuer le couteau dans la plaie (Salt in the Wound)
8. Promenade dans les ténébres (A Heart of Darkness)
9. Familia Ante Omnia (Familia Ante Omnia)
10. Erchomai (Erchomai)
11. Les Âmes perdues (Lost souls)
12. Péché originel (Original Sin)
13. Beati Bellicosi (Beati Bellicosi)
14. Le Baiser de la rose (A Kiss from a Rose)
15. Aux enfants de la nuit (To the Night Children)
16. Reste avec moi (Stay With Me)
17. Feu divin (Heavenly Fire)
18. Le Monstre intérieur (The Beast Within)
19. Aku Cinta Kamu (Aku Cinta Kamu)
20. La Cité de verre (City of Glass)
21. L'Alliance (Alliance)
22. Les Meilleures Choses… (All Good Things…)

## Bande originale
En 2017, Hollywood Records a publié un EP contenant plusieurs musiques entendues dans la série ainsi que des chansons composées pour la série.

## Accueil

### Audiences
| Saisons | Diffusion   | Nombre d'épisodes | Lancement       | Lancement       | Final        | Final           | Téléspectateurs (en moyenne) |
| Saisons | Diffusion   | Nombre d'épisodes | Date            | Téléspectateurs | Date         | Téléspectateurs | Téléspectateurs (en moyenne) |
| ------- | ----------- | ----------------- | --------------- | --------------- | ------------ | --------------- | ---------------------------- |
| 1       | Mardi, 21 h | 13                | 12 janvier 2016 | 1.82 millions   | 5 avril 2016 | 0.76 millions   | 0.96 millions                |
| 2       | Lundi, 20 h | 20                | 2 janvier 2017  | 1.19 millions   | 15 août 2017 | 0.59 millions   | 0.65 millions                |

### Critiques
- La première saison a reçu des critiques mitigées sur le site agrégateur de critiques Rotten Tomatoes, recueillant 46 % de critiques positives, avec une note moyenne de 5,6/10 sur la base de 13 critiques collectées[63]. Sur Metacritic, elle a aussi reçu des critiques mitigées, avec un score de 45/100 sur la base de 9 critiques collectées[64].

- La deuxième saison ne dispose d'aucunes notes sur les sites agrégateurs de critiques à l'heure actuelle.

## Distinctions
| Année | Prix                                     | Catégorie                                                                                                 | Nomination                          | Résultat   |
| ----- | ---------------------------------------- | --- | ----------------------------------- | ---------- |
| 2016  | BMI Film and TV Awards                   | Musique pour la télévision                                                                                | Ben Decter                          | Lauréat    |
| 2016  | MTV Fandom Awards                        | Best new fandom of the year                                                                               | Shadowhunters                       | Lauréat    |
| 2016  | MTV Fandom Awards                        | Ship of the year                                                                                          | Magnus Bane + Alec Lightwood        | Nomination |
| 2016  | 18e cérémonie des Teen Choice Awards     | Nouvelle série télévisée préférée                                                                         | Shadowhunters                       | Lauréat    |
| 2016  | 18e cérémonie des Teen Choice Awards     | Révélation masculine/féminine à la télévision                                                             | Matthew Daddario                    | Lauréat    |
| 2016  | 18e cérémonie des Teen Choice Awards     | Révélation masculine/féminine à la télévision                                                             | Katherine McNamara                  | Nomination |
| 2016  | Joey Awards                              | Jeune actrice principale ou invitée de 9 ans ou plus jeune dans une série télévisée dramatique ou comédie | Sofia Wells                         | Nomination |
| 2017  | 43e cérémonie des People's Choice Awards | Série télévisée câblée de science-fiction / fantastique préférée                                          | Shadowhunters                       | Nomination |
| 2017  | BMI Film and TV Awards                   | Musique pour la télévision                                                                                | Trevor Morris                       | Lauréat    |
| 2017  | GLAAD Media Awards                       | Meilleure série télévisée dramatique                                                                      | Shadowhunters                       | Lauréat    |
| 2017  | 19e cérémonie des Teen Choice Awards     | Série télévisée de science-fiction / fantastique préférée                                                 | Shadowhunters                       | Nomination |
| 2017  | 19e cérémonie des Teen Choice Awards     | Acteur préféré dans une série télévisée de science-fiction / fantastique                                  | Matthew Daddario                    | Nomination |
| 2017  | 19e cérémonie des Teen Choice Awards     | Actrice préférée dans une série télévisée de science-fiction / fantastique                                | Emeraude Toubia                     | Nomination |
| 2017  | 19e cérémonie des Teen Choice Awards     | Acteur préférée dans une série télévisée de l'été                                                         | Harry Shum Jr                       | Nomination |
| 2017  | 19e cérémonie des Teen Choice Awards     | Alchimie préférée dans une série télévisée                                                                | Matthew Daddario avec Harry Shum Jr | Nomination |
| 2018  | GLAAD Awards                             | Meilleure série télévisée dramatique                                                                      | Shadowhunters                       | Nomination |
| 2018  | 20e cérémonie des Teen Choice Awards     | Série : Science-fiction ou Fantastique                                                                    | Shadowhunters                       | Lauréat    |
| 2018  | 20e cérémonie des Teen Choice Awards     | Acteur de série : Science-fiction ou Fantastique                                                          | Matthew Daddario                    | Lauréat    |
| 2018  | 20e cérémonie des Teen Choice Awards     | Acteur de série : Science-fiction ou Fantastique                                                          | Dominic Sherwood                    | Nomination |
| 2018  | 20e cérémonie des Teen Choice Awards     | Actrice de série : Science-fiction ou Fantastique                                                         | Emeraude Toubia                     | Nomination |
| 2018  | 20e cérémonie des Teen Choice Awards     | Actrice de série : Science-fiction ou Fantastique                                                         | Katherine McNamara                  | Nomination |
| 2018  | 20e cérémonie des Teen Choice Awards     | Acteur de série jouant un méchant                                                                         | Anna Hopkins                        | Nomination |
| 2018  | 20e cérémonie des Teen Choice Awards     | Alchimie préférée dans une série télévisée                                                                | Matthew Daddario avec Harry Shum Jr | Nomination |
| 2018  | 44e cérémonie des People's Choice Awards | Série télévisée de l'année                                                                                | Shadowhunters                       | Lauréat    |
| 2018  | 44e cérémonie des People's Choice Awards | Série télévisée câblée de science-fiction / fantastique préférée                                          | Shadowhunters                       | Nomination |
| 2018  | 44e cérémonie des People's Choice Awards | Star masculine de série télévisée de l'année                                                              | Harry Shum Jr                       | Lauréat    |
| 2018  | 44e cérémonie des People's Choice Awards | Star féminine de série télévisée de l'année                                                               | Katherine McNamara                  | Lauréat    |
| 2018  | 44e cérémonie des People's Choice Awards | Série la plus digne préféré de 2018                                                                       | Shadowhunters                       | Lauréat    |